# Мужская сборная Португалии по кёрлингу
Мужская сборная Португалии по кёрлингу — представляет Португалию на международных соревнованиях по кёрлингу. Управляющей организацией выступает Федерация зимних видов спорта Португалии (порт. Federacao de Desportos de Inverno de Portugal, англ. Portugese Winter Sports Federation).

## Статистика выступлений

### Чемпионаты Европы
| Год       | Место          | Игры           | Победы         | Поражения      | Состав команды (в порядке: четвёртый, третий, второй, первый, запасной, тренер; скипы выделены)          |
| --------- | -------------- | -------------- | -------------- | -------------- | --- |
| 1959—2021 | не участвовали | не участвовали | не участвовали | не участвовали | не участвовали                                                                                           |
| 2022      | 22             | 7              | 2              | 5              | Chris Ribau, Steve Seixeiro, Jose Ribau, Victor Santos, запасной: Ramiro Santos, тренер: Даниэль Рафаэль |
| 2023      | 25             | 8              | 0              | 8              | Chris Ribau, Victor Santos, Ramiro Santos, Allan Chaves, запасной: Tim Schols, тренер: Perry Marshall    |